# Lijst van rijksmonumenten in Wilhelminaoord
De plaats Wilhelminaoord telt 14 inschrijvingen in het rijksmonumentenregister, hieronder een overzicht. 
| Object                                                        | Oorspronkelijke functie?  | Bouwjaar                            | Architect | Locatie                               | Coördinaten?                 | Nr.?   | Afbeelding                                                  |
| ------------------------------------------------------------- | ------------------------- | ----------------------------------- | --------- | ------------------------------------- | ---------------------------- | ------ | ----------------------------------------------------------- |
| Koloniewoning van de Maatschappij van Weldadigheid            | Woonhuis                  | 1800-1850                           |           | M.A.V. van Naamen van Eemneslaan 64   | 52° 51' 18" NB, 6° 9' 55" OL | 37494  | Meer afbeeldingen                                           |
| Koloniewoning van de Maatschappij van Weldadigheid            | Boerderij                 | tussen 1818 en 1824                 |           | Kon. Wilhelminalaan 49                | 52° 51' 28" NB, 6° 10' 1" OL | 37495  | Koloniewoning van de Maatschappij van Weldadigheid          |
| Voorm. hervormde pastorie                                     | Woonhuis                  | 1913                                |           | Kon. Wilhelminalaan 51                | 52° 51' 27" NB, 6° 10' 1" OL | 37496  | Hervormde pastorie Voorm. hervormde pastorie                |
| Hervormde kerk                                                | Kerk en kerkonderdeel     | 1851                                |           | Kon. Wilhelminalaan 53                | 52° 51' 26" NB, 6° 10' 2" OL | 37497  | Meer afbeeldingen                                           |
| Voorm. fabriek (mandenmakerij, weverij en smederij)           | Nijverheid                | 1900                                |           | Kon. Wilhelminalaan 20                | 52° 51' 46" NB, 6° 9' 38" OL | 37498  | Meer afbeeldingen                                           |
| Rustoord II                                                   | Sociale zorg, liefdadigh. | 1904                                |           | Kon. Wilhelminalaan 24                | 52° 51' 42" NB, 6° 9' 42" OL | 37499  | Meer afbeeldingen                                           |
| Rustoord I                                                    | Sociale zorg, liefdadigh. | 1893 (nrs. 30-38) 1895 (nrs. 40-44) |           | Kon. Wilhelminalaan 30-44             | 52° 51' 39" NB, 6° 9' 47" OL | 37500  | Meer afbeeldingen                                           |
| Voorm. openbare lagere school                                 | Onderwijs en wetenschap   | 1821 1873 (vernieuwd)               |           | Oranjelaan 6                          | 52° 51' 44" NB, 6° 9' 40" OL | 37501  | Meer afbeeldingen                                           |
| Koloniewoning van de Maatschappij van Weldadigheid            | Boerderij                 | ca. 1920                            |           | M.A.V. van Naamen van Eemneslaan 2    | 52° 51' 59" NB, 6° 8' 53" OL | 37502  | Koloniewoning van de Maatschappij van Weldadigheid          |
| Koloniewoning van de Maatschappij van Weldadigheid            | Woonhuis                  | tussen 1818 en 1824                 |           | M.A.V. van Naamen van Eemneslaan 6    | 52° 51' 51" NB, 6° 9' 3" OL  | 37503  | Koloniewoning van de Maatschappij van Weldadigheid          |
| Koloniewoning van de Maatschappij van Weldadigheid            | Woonhuis                  | tussen 1818 en 1824                 |           | M.A.V. van Naamen van Eemneslaan 10   | 52° 51' 43" NB, 6° 9' 12" OL | 37504  | Koloniewoning van de Maatschappij van Weldadigheid          |
| Hoeve Prinses Marianne                                        | Boerderij                 | 1913                                |           | Kon. Wilhelminalaan 33                | 52° 51' 57" NB, 6° 9' 34" OL | 507332 | Hoeve Prinses Marianne 1 Hoeve Prinses Marianne             |
| Hoeve Prinses Marianne, hooischuur                            | Boerderij                 | ca. 1865                            |           | bij Kon. Wilhelminalaan 33            | 52° 51' 57" NB, 6° 9' 34" OL | 507333 | Hoeve Prinses Marianne 2 Hoeve Prinses Marianne, hooischuur |
| Grafmonument voor D.E. van Oosterhoudt, douairière De Sturler | Begraafplaats en -onderdl | mog. 1829                           |           | op de begraafplaats aan de Oranjelaan | 52° 51' 41" NB, 6° 9' 27" OL | 507334 | Meer afbeeldingen                                           |